# Liste der Staatsoberhäupter 154
Übersicht
◄◄ | ◄ | 150 | 151 | 152 | 153 | Liste der Staatsoberhäupter 154 | 155 | 156 | 157 | 158 | ► | ►►

Weitere Ereignisse

## Afrika
- Aksumitisches Reich
  - König: s. Aksumitisches Reich

- Römisches Reich
  - Provincia Romana Aegyptus
    - Präfekt: Lucius Munatius Felix (150–154)
    - Präfekt: Marcus Sempronius Liberalis (154–159)

## Asien
- Armenien
  - König: Sohaimos (137–160)

- Charakene
  - König: Orabazes II. (150/151–165)

- China
  - Kaiser: Han Huandi (146–168)

- Iberien (Kartlien)
  - König: Parsmen II. (135–185)

- Indien
  - Satavahana
    - König: Vashishtiputra Pulumāyi II. (130–158)

- Japan (Legendäre Kaiser)
  - Kaiser: Seimu (131–191)

- Korea
  - Baekje
    - König: Gaeru (128–166)

  - Gaya
    - König: Suro (42–199?)

  - Goguryeo
    - König: Chadae (146–165)

  - Silla
    - König: Ilseong (134–154)
    - König: Adalla (154–184)

- Kuschana
  - König: Huvischka (140–183)

- Osrhoene
  - König: Ma'nu VIII. (139–163)

- Partherreich
  - Schah (Großkönig): Vologaeses IV. (147/148–191/192)

## Europa
- Bosporanisches Reich
  - König: Rhoimetalkes (132/133–153/154)
  - König: Eupator (154/155–170/171)

- Römisches Reich
  - Kaiser: Antoninus Pius (138–161)
    - Konsul: Lucius Verus (154)
    - Konsul: Titus Sextius Lateranus (154)
    - Suffektkonsul: Titus Prifernius Paetus (154)
    - Suffektkonsul: Marcus Nonius Macrinus (154)
    - Suffektkonsul: Tiberius Claudius Iulianus (154)
    - Suffektkonsul: Sextus Calpurnius Agricola (154)
    - Suffektkonsul: Gaius Iulius Statius Severus (154)
    - Suffektkonsul: Titus Iunius Severus (154)